# Indios de Canóvanas
Gli Indios de Canóvanas sono stati una società cestistica avente sede a Canóvanas, a Porto Rico. Fondati nel 1977, hanno giocato nel campionato portoricano. Si sono sciolti nel 1991.

## Palmarès
- Campionati portoricani: 2

1983, 1984